# Gorilla beringei graueri
Il gorilla di pianura orientale (Gorilla beringei graueri Matschie, 1914) è una sottospecie di gorilla orientale che vive al giorno d'oggi solo nelle foreste della Repubblica Democratica del Congo orientale.
Questa sottospecie ha un aspetto più robusto del gorilla di pianura occidentale, avendo denti più lunghi, mascella più forte e torso più largo. Ha un mantello di colore nero, che nei maschi, come negli altri gorilla, si fa argentato sul dorso con l'avanzare dell'età, conferendogli il soprannome silverback.

## Descrizione
I gorilla di pianura orientale sono la più grande sottospecie di gorilla e i più grandi primati viventi. I maschi pesano tra 150 e 209 chilogrammi (331 e 461 libbre) sulla base di quattro maschi, femmine di 76 chilogrammi (168 libbre) sebbene questo avesse una piccola dimensione del campione. I maschi sono alti tra 1,69 e 1,96 metri (da 5 piedi 7 pollici a 6 piedi 5 pollici), mentre le femmine raggiungono 1,6 metri (5,2 piedi). Il peso medio calcolato sulla base di otto maschi adulti selvatici è di 169 kg (373 libbre).

## Biologia

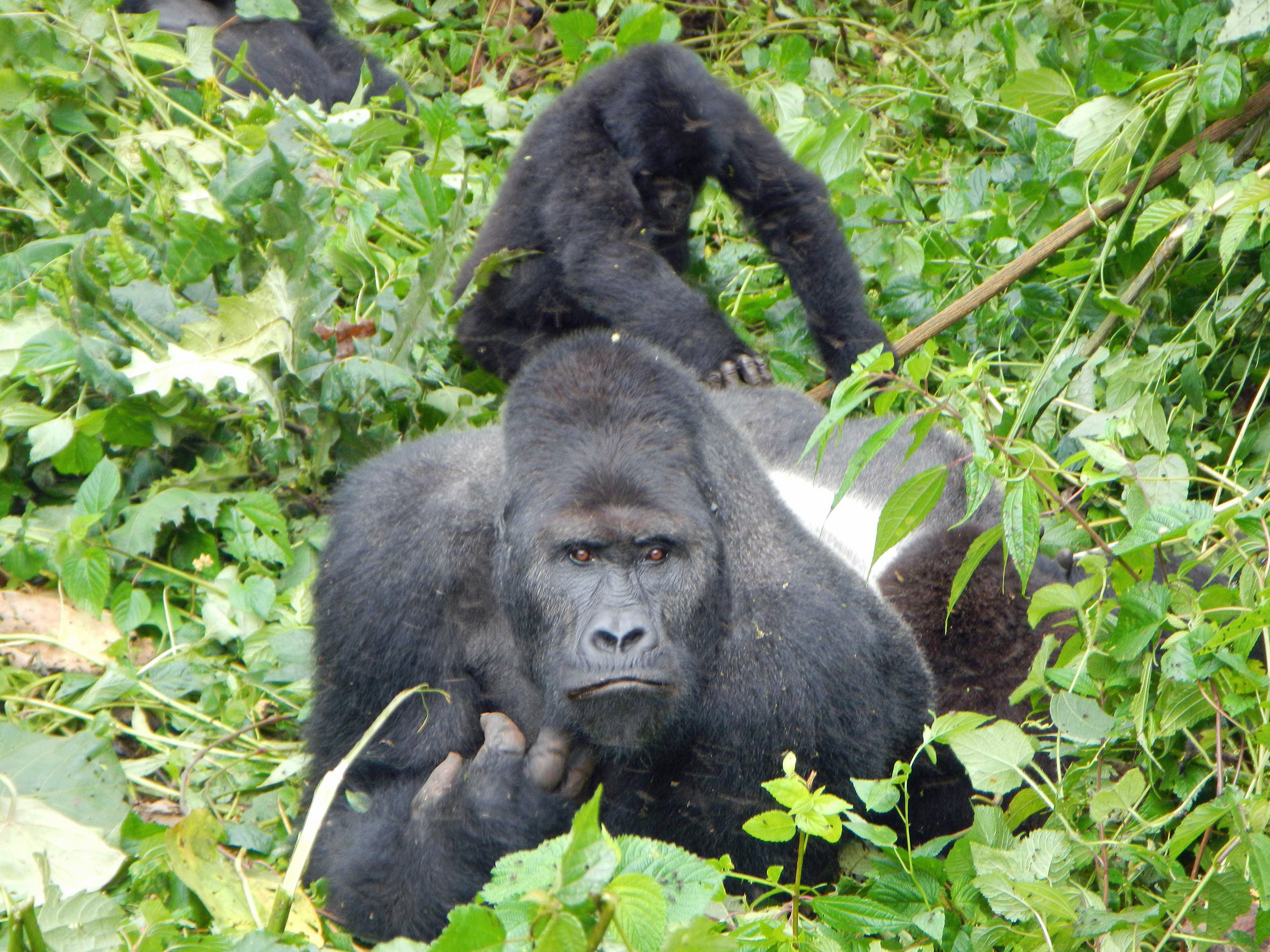
Un gorilla di pianura orientale.

### Comportamento
Il gorilla di pianura orientale tende ad essere socievole e pacifico; vive in gruppi composti da 5 a 30 esemplari. Un gruppo comprende solitamente un silverback e pochi maschi sottodominanti. I silverback sono i possenti e indiscussi leader della truppa (vedi maschio alfa). Sono incaricati di guidare il gruppo verso le fonti di cibo e di proteggerlo dai pericoli. Quando raggiungono la maturità i maschi cominciano gradualmente ad abbandonare il proprio gruppo originario, spostandosi solitamente in compagnia di altri maschi per alcuni anni, prima di essere in grado di attirare alcune femmine per formare un nuovo gruppo.

### Alimentazione
Il gorilla di pianura orientale è onnivoro: introduce insetti, prevalentemente formiche e termiti nella propria dieta, anche se principalmente vegetariano, nutrendosi soprattutto di foglie. Per nutrirsi strappa solo poche foglie da ogni albero, permettendo così alla pianta di ricrescere. In ogni caso mangia in quantità differente dagli altri congeneri, anche frutta, semi, germogli di bambù e vari insetti.

### Riproduzione
La femmina dà alla luce uno o due piccoli dopo un periodo di gestazione di circa 8 mesi e mezzo e li allatta per 12 mesi. Il piccolo è in grado di camminare a quattro zampe all'età di 9 settimane, ma per procedere eretto ne dovrà attendere 35. I piccoli rimangono generalmente con la madre per 3-4 anni e divengono maturi tra gli 11 e i 12 anni.

## Distribuzione e habitat
I gorilla trascorrono lunghe ore a nutrirsi di materia vegetale ogni giorno. I gorilla sono scimmie stabili poiché stanno insieme per mesi e anni alla volta, proprio come la struttura di una famiglia. I gruppi di gorilla di pianura orientali sono generalmente più grandi di quelli dei gorilla di pianura occidentali.
Il gorilla di pianura orientale ha la più ampia gamma altitudinale di qualsiasi sottospecie di gorilla, trovandosi nelle foreste tropicali montuose, di transizione e di pianura . Una delle popolazioni di gorilla di pianura orientale più studiate vive negli altopiani di Kahuzi-Biega, dove gli habitat variano tra fitte foreste primarie, boschi moderatamente umidi, paludi di Cyperus e torbiere .
I gorilla non mangiano frutti di banana, ma possono distruggere i banani per mangiare il nutriente midollo. Il gorilla di pianura orientale mostra una preferenza per la rigenerazione della vegetazione associata a villaggi e campi abbandonati. Gli agricoltori che sono entrati in contatto con i gorilla nelle loro piantagioni hanno ucciso il gorilla e ottenuto un doppio vantaggio, proteggendo il loro raccolto e utilizzando la carne del gorilla per venderla al mercato.
Il gorilla di pianura orientale ha una dieta vegetale varia tra cui frutti, foglie, steli e corteccia, nonché piccoli insetti come formiche e termiti. Anche se occasionalmente mangiano formiche, gli insetti costituiscono solo una piccola parte della loro dieta. Rispetto ai gorilla di pianura occidentali, che si trovano nelle foreste tropicali a bassa quota, i gorilla di pianura orientale viaggiano molto meno e aumentano il loro consumo di vegetazione erbacea.

## Minacce
Le minacce alla sopravvivenza del gorilla di pianura orientale includono il bracconaggio, i disordini civili e la distruzione dell'habitat dei gorilla attraverso il disboscamento, l'estrazione mineraria e l'agricoltura.
La causa principale del declino delle popolazioni di gorilla di pianura orientale è il bracconaggio per la loro carne. Viene consumato dai residenti che della regione colpita dalla guerra civile, dai gruppi delle milizie e dai taglialegna e dai minatori.
Ciò ha un effetto dannoso sulle popolazioni di gorilla di pianura orientale a causa del loro lento tasso di riproduzione e della loro popolazione già in difficoltà. Sebbene la carne di animali selvatici di gorilla costituisca solo una piccola parte della carne di animali selvatici venduta, continua a incoraggiare un declino delle popolazioni di gorilla soggette a caccia. Endangered Species International ha dichiarato che 300 gorilla vengono uccisi ogni anno per rifornire i mercati di carne selvatica in Congo.
I disordini civili nella Repubblica Democratica del Congo hanno provocato un declino dei gorilla di pianura orientale. La regione abitata dai gorilla orientali è diminuita da 21.000 a 12.000 km² (da 8.100 a 4.600 miglia quadrate) negli ultimi 50 anni. Questa specie di primati ora occupa solo il 13% della sua area storica. La violenza nella regione ha reso difficile la ricerca, tuttavia, gli scienziati hanno stimato che la popolazione è diminuita di oltre il 50% dalla metà degli anni '90. A metà degli anni '90, la popolazione era di quasi 17.000 gorilla.
La guerra civile nella Repubblica Democratica del Congo costringe i gruppi militari a rimanere nella foresta per lunghi periodi di tempo. Pertanto, il bracconaggio è aumentato man mano che la milizia e i rifugiati diventano affamati. I leader militari hanno anche disarmato le guardie di sicurezza del parco nei parchi nazionali, il che significa che non hanno praticamente alcun controllo sulle attività che si svolgono all'interno del parco e su quelle che vi entrano di fronte a soldati armati. I gruppi di milizie presenti nella regione limitano la protezione del gorilla di pianura orientale. È stato stimato che più della metà dei 240 gorilla conosciuti in uno studio siano stati uccisi a causa del bracconaggio.
Le aree disboscate sono l'habitat principale dei gorilla ed è considerata una preoccupazione internazionale. Le aziende coinvolte nello sfruttamento illegale incoraggiano quindi la distruzione ambientale nell'area e alimentano l'industria dell'esportazione illegale controllata da gruppi di milizie.